# Listă de insule din Canada
Aceasta este o listă a insulelor din Canada.
Lista este incompletă. Orice adăugire este binevenită

## Insule arctice(NunavutșiTeritoriile de Nordvest)

### Insulele Reginei Elizabeth
| - Insula Ellesmere - Insula Devon - Insula Axel Heiberg - Insula Melville - Insula Bathurst - Insula Prince Patrick - Insula Ellef Ringnes - Insula Cornwallis - Insula Amund Ringnes - Insula Mackenzie King - Insula Borden - Insula Cornwall - 2090 alte insule mai mici |  | - Insula Graham - Insula Eglinton - Insula Lougheed - Insula Byam Martin - Insula Vanier - Insula Cameron - Insula Meighen - Insula Brock - Insula King Christian - Insula North Kent - Insula Emerald - Insula Alexander |  | - Insula Massey - Insula Little Cornwallis - Insula Coburg - Insula Helena - Insula Stor - Insula Baillie-Hamilton - Insula Griffith - Insula Hoved - Insula Lowther - Insula Buckingham - Insula Haig-Thomas - Insula Hans (revendicată și de Danemarca) |

### Insulele Belcher
| - Insula Kugong - Insula Innetalling - Insula Moore |  | - Insula Tukarak - Insula Wiegand - Insula Split |  | - Insula Snape - Insula Mavor - Insula Flaherty |

### Alte insule arctice
| - Insula Baffin - Insula Victoria - Insula Banks - Insula Southampton - Insula Prince of Wales - Insula Somerset - Insula King William - Insula Bylot - Insula Prince Charles - Insula Coats - Insula Stefansson - Insula Mansel - Insula Akimiski - Insula Richards - Insula Air Force - Insula Nottingham - Insula Wales - Insula Rowley - Insula Resolution - Insula Vansittart - alte 34362 de insule mai mici |  | - Insula Russell - Insula Jens Munk - Insula Akpatok - Insula Salisbury - Insula Big - Insula White - Insula Bray - Insula Foley - Insula Sillem - Insula Matty - Insula Koch - Insula Jenny Lind - Insula Prescott - Insula Crown Prince Frederik - Insula Loks Land - Insula Melbourne - Insula Charlton - Insula Tennent - Insula Edgell - Insula Brevoort |  | - Insula Adams - Insula Charles - Insula Moodie - Insula Gateshead - Insula Mill - Insula Admiralty - Insula North Twin - Insula South Twin - Insula North Tweedsmuir - Insula South Tweedsmuir - Insula Padloping - Insula Pandora - Insula Dexterity - Insula Angijak - Insula Smith - Insula Herschel - Insula Killiniq - Insula Long - Insula Igloolik - Insulele Deadman |

## New Brunswick
| - Insula Campobello - Insula Deer - Insula Grand Manan - Insula Lamèque - alte 225 insule mai mici |  | - Insula Machias Seal (revendicată și de SUA) - Insula Miscou - Insula White Head |

## Newfoundland și Labrador
| - Insula Newfoundland (Terranova) - Insula Aulatsivik de Sud - Insula Killiniq - Insula Fogo - Insula Random - Insula New World - Insula Tunungayualok - Insula Okak de Vest - Insula Okak de Est - Insula Paul - Insula Kikkertavak - Insula Cod - Insula Merasheen - alte 7147 insule mai mici |  | - Insula Baccalieu - Insula Brunette - Insula Carbonear - Insula Funk - Insula Great Colinet - Insula Ireland's Eye - Insula Kelly - Insula Puffin - Insula Ramea - Insulele Change - Insulele Horse - Insula Horse de Est - Insula Horse de Vest |  | - Insula Quirpon - Insulele Grey - Insula Bell - Insula Groais - Insulele Bull, Cow și Calf - Insula Green - Insulele Wadham - Insula Keats - Insulele Swain - Insula Silver Fox - Insula Glover - Insula Landsat - Insulele Twilingate |

## Nova Scoția
| - Insula Cap Breton - Insula Boularderie - Insula Barren - Insula Big Tancook - Insula Brier - Insula Cape Sable - Insula Deadman - Insula Devil - Insula Dover - Insula Georges - alte 871 sau 845 sau 844 insule mai mici |  | - Insula Henry - Insula Lawlor - Insula Long - Insula Madame - Insula Petit de Grat - Insula McNabs - Insula Oak - Insula Partridge - Insula Pictou |  | - Insula Port Hood - Insula Sable - Insula Sambro - Insula Seal - Insula Sherose - Insula Southwest - Insula Stoddart - Insula Saint Paul - Insulele Tusket |

## Ontario
| - Thousand Islands - Insula Wolfe - Insula Amherst - multe alte insule mai mici |  | - Insula Manitoulin - Insulele Toronto |

## Prince Edward Island
| - Insula Prince Edward - Insula Boughton - Insula Governors - Insula Hog - Insula Holman - alte 223 de insule mai mici |  | - Insula Lennox - Insula Panmure - Insula St. Peters - Insulele Murray |

## Quebec
| - Insula Anticosti - Insula Entry - Insula Bonaventure - Insula Bizard - Insulele Boucherville - Insula Charron - Insula Dorval - alte 2326 insule mai mici |  | - Insula Jésus - Insulele Laval - Insula Visitation - Insula Montreal - Insula Orléans - Insula Perrot - Insulele Magdalena |  | - Insula René-Levasseur - Insula Sainte-Hélène - Insula Notre-Dame - Insula des Sœurs - Insula Kuchistiniwamiskahikan - Insula Dowker |

## Columbia Britanică

### Coasta Sudică

#### Strâmtoarea Howe
| - Insula Anvil - Insula Bowen - Insula Bowyer |  | - Insula Gambier - Insula Keats |

#### Insulele din Golf
| - Insula Cabbage - Insula Curlew - Insulele De Courcys - Insula Link - Insula Mudge - Insula Pylades - Insula Ruxton - Insula Gabriola - Insula Galiano - Insula Hudson - Insula James - Insula Kuper - Insula Mayne - Insula Moresby |  | - Insula Parker - Insula Pender de Nord - Insula Pender de Sud - Insula Piers - Portland - Insula Prevost - Insula Reid - Insula Saltspring - Insula Samuel - Insula Harwood - Insula Jedediah - Insula Lasqueti - Insula Saturna - Insulele Secretary |  | - Insula Sidney - Tent - Tree - Insula Tumbo - Insula Thetis - Insula Valdes - Insula Wallace - Insula Whaleboat - Insula Wise - Insulele Ballenas - Insula Denman - Insula Hornby - Insula Savary - Insula Texada |

#### Insulele Discovery
| - Insula Cortes - Insula East Thurlow - Insula West Thurlow - Insula Hernando |  | - Insula Quadra - Insula Read - Insula Redonda de Est - Insula Redonda de Vest |  | - Insula Maurelle - Insula Sonora - Insula Stuart - Insulele Rendezvous |

#### Alte insule de pe coasta sudică
| - Insula Annacis - Insula Barnston - Insula Deadman - Insula Mitchell - Insula Crescent - Insula Matsqui - Insula Nicomen |  | - Insula Deas - Insula Iona - Insula Lulu - Insula Sea Bird - Insula Herrling - Insula McMillan - Insula Sea |  | - Insula Westham - Insula Long - Insula Echo - Insula Nelson - Insula Meares - Insula Nootka - Insula Flores |

### Coasta Nordică
| - Insula Aristazabal - Insula Banks - Insula Calvert - Insula Campbell - Insula Denny - Insula Gil |  | - Insula Hunter - Insula Kaien - Insula Pitt - Insula Swindle - Insula Price - Insula Pearse |  | - Insula Porcher - Insula Hawkesbury - Insula Princess Royal - Insulele Estevan |

#### Insulele Queen Charlotte
| - Insula Graham - Insula Moresby - Insula Kunghit |  | - Insula Anthony - Insula Lyell |

### Coasta Centrală
| - Insula Hardwicke - Insula Hecate - Insula Cormorant - Insula King - Insula Malcolm - Insula McCauley - Insula Pooley - Insula Roderick |  | - Insula Sarah - Insula Stephens - Insulele Broughton - Insula Broughton - Insula North Broughton - Insula Eden - Insula Bonwick - Insula Baker |

- alte 5118 insule mai mici